# Кривонос, Николай Яковлевич
Никола́й Я́ковлевич Кривоно́с (15 мая 1896, с. Долбино, Курская губерния — 9 марта 1962, Сумы) — красноармеец Рабоче-крестьянской Красной Армии, участник Великой Отечественной войны, Герой Советского Союза (1943).

## Биография
Николай Кривонос родился 15 мая 1896 года в селе Долбино (ныне — Белгородский район Белгородской области). В 1915 году он был призван на службу в царскую армию. Участвовал в боях Первой мировой войны, награждён Георгиевским крестом. После Октябрьской революции вступил в Красную Армию, участвовал в боях Гражданской войны. Демобилизовавшись, работал в железнодорожной милиции в Харькове.
В начале Великой Отечественной войны оказался в оккупации, жил в селе Алексино Тростянецкого района Сумской области Украинской ССР. В 1943 году повторно был призван в армию. Окончил курсы пулемётчиков. С того же года — на фронтах Великой Отечественной войны. В боях три раза был ранен.
К сентябрю 1943 года был подносчиком патронов 838-го стрелкового полка 237-й стрелковой дивизии 40-й армии Воронежского фронта. Отличился во время битвы за Днепр. Расчёт Кривоноса, в который также входили Григорий Шаповал и Александр Куц, переправился через Днепр в районе села Гребени Кагарлыкского района Киевской области Украинской ССР и принял активное участие в боях за захват и удержание плацдарма на его западном берегу.
Указом Президиума Верховного Совета СССP от 23 октября 1943 года за «мужество и отвагу, проявленные при форсировании Днепра», красноармеец Николай Кривонос был удостоен звания Героя Советского Союза с вручением ордена Ленина и медали «Золотая Звезда».
В конце 1944 года по состоянию здоровья был демобилизован. Проживал и работал сначала в Алексино, позднее переехал в Сумы. Скончался 9 марта 1962 года, похоронен на Центральном кладбище Сум.
Был также награждён рядом медалей.